# Mike Marson
Michael Robert „Mike“ Marson (* 24. Juli 1955 in Scarborough, Ontario) ist ein ehemaliger kanadischer Eishockeyspieler, der im Verlauf seiner aktiven Karriere zwischen 1972 und 1980 unter anderem 196 Spiele für die Washington Capitals und Los Angeles Kings in der National Hockey League (NHL) auf der Position des linken Flügelstürmers bestritten hat. Darüber hinaus absolvierte Marson, der nach Willie O’Ree der zweite afro-amerikanische Spieler in der NHL war, weitere 240 Partien in der American Hockey League (AHL).

## Karriere
Marson verbrachte seine Juniorenzeit zwischen 1972 und 1974 in der Ontario Hockey Association (OHA). Dort lief der Flügelstürmer in den zwei Spielzeiten für die Sudbury Wolves auf und sammelte dabei in 134 Einsätzen insgesamt 129 Scorerpunkte. Nachdem er alleine 95 Punkte in seinem zweiten OHA-Jahr gesammelt hatte, wurde Marson ins Second All-Star Team der OHA berufen. Zudem wurde er im NHL Amateur Draft 1974 bereits in der zweiten Runde an 19. Stelle von den neu gegründeten Washington Capitals aus der National Hockey League (NHL) ausgewählt.
Im Sommer 1974 unterschrieb der 19-Jährige einen Fünfjahresvertrag in der Organisation der Capitals und schaffte zum Beginn der Saison 1974/75 den Sprung in den NHL-Kader der Hauptstädter, wodurch er 14 Jahre nach Willie O’Ree der zweite afro-amerikanische Spieler war, der in der NHL eingesetzt wurde. Nachdem der Angreifer in seiner Rookiesaison 28 Punkte in 76 Saisonspielen gesammelt hatte, nahmen sowohl seine Offensivproduktion als auch seine Einsatzzeiten bei den Washington Capitals in den folgenden Jahren ab. Dadurch lief er vermehrt für Washingtons Farmteams in der American Hockey League (AHL) auf und spielte so bis zum Saisonbeginn bei den Baltimore Clippers, Springfield Indians und Hershey Bears. Nach einer kurzen Episode bei den Philadelphia Firebirds zu Beginn der Spielzeit 1978/79 spielte er den Rest der Saison für deren AHL-Ligakonkurrenten Binghamton Dusters. In Diensten der Dusters bestritt er nach einem Transfer zu den Los Angeles Kings im Juni 1979 im Tausch für Steve Clippingdale auch sein letztes Profispieljahr, in dem er auch dreimal bei den LA Kings eingesetzt wurde. Im Sommer 1980 beendete der 25-Jährige seine aktive Spielerlaufbahn vorzeitig.

## Erfolge und Auszeichnungen
- 1974 OHA Second All-Star Team

## Karrierestatistik
(Legende zur Spielerstatistik: Sp oder GP = absolvierte Spiele; T oder G = erzielte Tore; V oder A = erzielte Assists; Pkt oder Pts = erzielte Scorerpunkte; SM oder PIM = erhaltene Strafminuten; +/− = Plus/Minus-Bilanz; PP = erzielte Überzahltore; SH = erzielte Unterzahltore; GW = erzielte Siegtore; 1 Play-downs/Relegation; Kursiv: Statistik nicht vollständig)